# Calileptoneta helferi
Calileptoneta helferi är en spindelart som först beskrevs av Willis J. Gertsch 1974.  Calileptoneta helferi ingår i släktet Calileptoneta och familjen Leptonetidae. Inga underarter finns listade.